# The Saxhams
The Saxhams is een civil parish in het bestuurlijke gebied West Suffolk, in het Engelse graafschap Suffolk met 278 inwoners (2001).